# لارس باستروب
لارس باستروب (بالدنماركية: Lars Bastrup)‏ هو لاعب كرة قدم دنماركي في مركز الهجوم، ولد في 31 يوليو 1955 في Levring ‏ في الدنمارك. شارك مع منتخب الدنمارك تحت 21 سنة لكرة القدم ومنتخب الدنمارك لكرة القدم. أما مع النوادي، فقد لعب مع آرهوس جمناستيك فورينينغ وكيكرز أوفنباخ ونادي سيلكيبورج ونادي هامبورغ.

## وصلات خارجية
- لارس باستروب على موقع الاتحاد الأوربي (الإنجليزية)
- لارس باستروب على موقع قاعدة بيانات كرة القدم.إي يو (الإنجليزية)
- لارس باستروب على موقع ناشيونال فوتبول تيمز (الإنجليزية)
- لارس باستروب على موقع عالم كرة القدم.نت (الإنجليزية)